# Chuyến bay 77 của American Airlines
Chuyến bay 77 của American Airlines là một chuyến bay chở khách nội địa theo lịch trình bị không tặc bởi năm người đàn ông có mối quan hệ với al-Qaeda vào ngày 11 tháng 9 năm 2001, một phần của các cuộc khủng bố 11 tháng 9. Họ cố tình đâm máy bay vào Lầu Năm Góc ở quận Arlington, Virginia gần Washington, DC, làm thiệt mạng tất cả 64 người trên tàu bao gồm năm tên không tặc và sáu phi hành đoàn cũng như 125 người trong tòa nhà. Chiếc máy bay Boeing 757-223 đã bay thường lệ hàng ngày xuyên lục sáng theo lịch trình buổi sáng của hãng hàng không American Airlines từ sân bay quốc tế Washington Dulles, trong Dulles, Virginia đến Sân bay quốc tế Los Angeles ở Los Angeles, California.
Ít hơn 35 phút trong chuyến bay, những tên không tặc đã xông vào buồng lái. Họ buộc các hành khách, phi hành đoàn, và các phi công về phía sau của máy bay. Hani Hanjour (đến Hoa Kỳ năm 1990), một trong những tên không tặc người được đào tạo làm phi công, nắm quyền kiểm soát chuyến bay. Hành khách trên tàu đã gọi điện thoại cho người thân và chuyển tiếp thông tin về các vụ cướp nhưng bọn không tặc không hay biết.

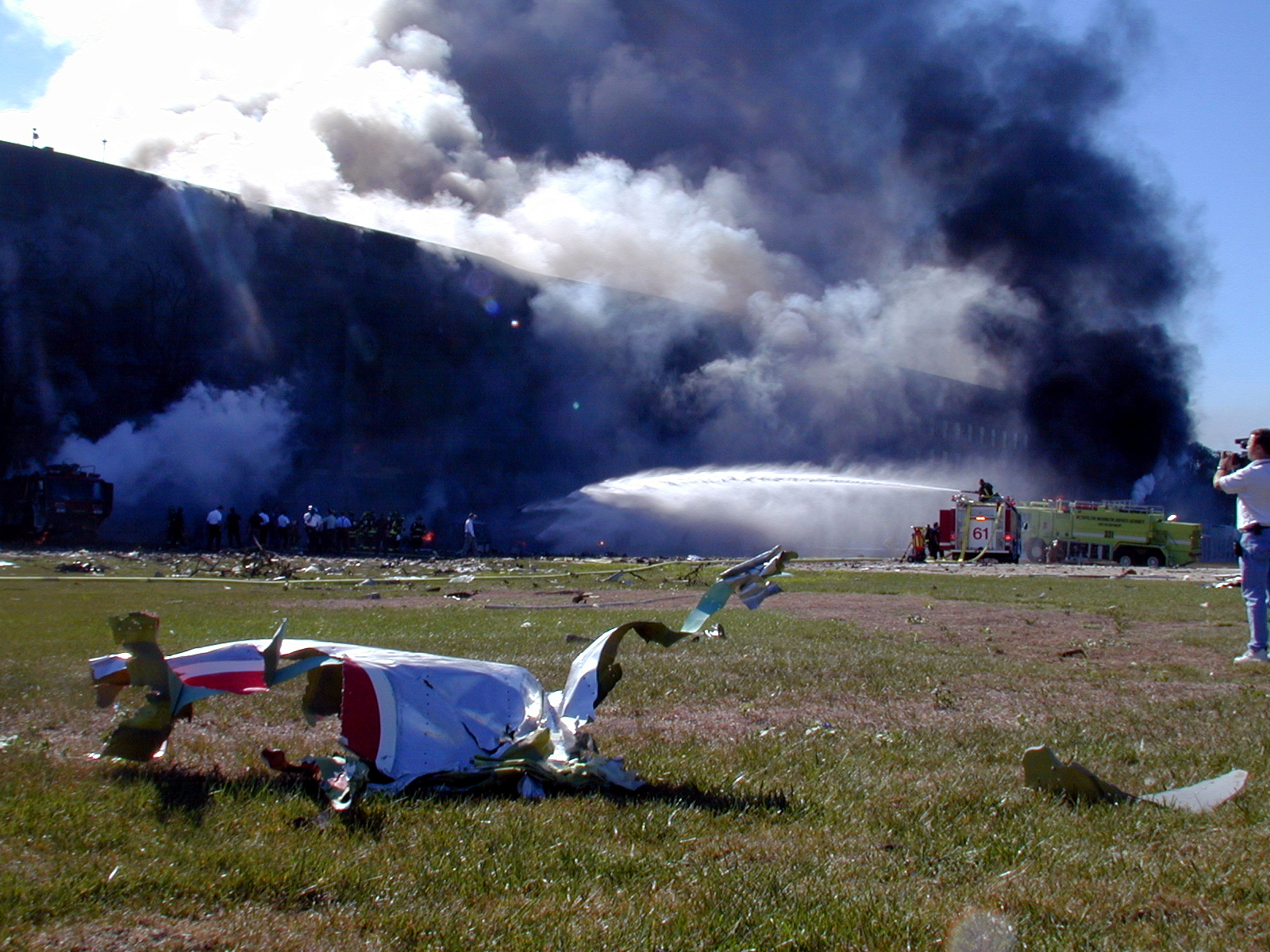
Mảnh vỡ của máy bay gần Lầu Năm Góc.

Những tên không tặc đâm máy bay vào phía tây của Lầu Năm Góc lúc 09:37 (EDT). Hàng chục người chứng kiến vụ tai nạn, và các nguồn tin tức bắt đầu báo cáo về sự cố trong vòng vài phút. Vụ đâm máy bay đã gây hư hỏng nặng một khu vực của Lầu Năm Góc và gây ra một đám cháy lớn. Lúc 10:10 giờ sáng, một phần của Lầu Năm Góc bị sụp đổ; nhân viên cứu hỏa đã mất nhiều ngày cố gắng dập tắt hoàn toàn đám cháy. Các phần hư hỏng của Lầu Năm Góc đã được xây dựng lại vào năm 2002, những người làm việc trong đó di chuyển trở lại vào khu vực xây dựng đã hoàn thành vào ngày 15 tháng 8 năm 2002.
184 nạn nhân của cuộc tấn công được tưởng niệm trong Khu tưởng niệm Lầu Năm Góc tiếp giáp với Lầu Năm Góc. Công viên rộng 1,93 mẫu Anh (7.800 m2) có một băng ghế cho mỗi của các nạn nhân, sắp xếp theo năm sinh của họ, từ 1930 (tuổi 71) đến năm 1998 (3 tuổi).

## Những kẻ không tặc
Những tên không tặc trên chuyến bay 77 của American Airlines được chỉ huy bởi Hani Hanjour, người lái chiếc máy bay vào Lầu Năm Góc. Hanjour đầu tiên đến Hoa Kỳ vào năm 1990.
Hanjour được đào tạo tại Trung tâm Đào tạo CRM Airline ở Scottsdale, Arizona, nhận được giấy chứng nhận phi công thương mại của Cục hàng không Liên bang Mỹ vào tháng 4 năm 1999. Hanjour muốn trở thành một phi công thương mại cho hãng hàng không quốc gia Ả Rập, nhưng đã bị từ chối khi anh ta nọp đơn xin học trường học hàng không dân dụng ở Jeddah vào năm 1999. Anh của Hanjour sau này giải thích rằng, thất vọng vì không tìm được việc làm, Hanjour "ngày càng hướng sự chú ý của mình đối với các văn bản tôn giáo và các băng cassette của nhà truyền đạo chiến binh Hồi giáo". Hanjour trở về Saudi Arabia sau khi được chứng chỉ phi công, nhưng rời đi một lần nữa vào cuối năm 1999, nói với gia đình rằng sẽ tới Các tiểu vương quốc Ả Rập thống nhất để làm việc cho một hãng hàng không. Hanjour có thể đã đi đến Afghanistan, nơi tuyển mộ của tổ chức Al Qaeda sàng lọc kỹ năng đặc biệt mà ứng viên có thể có. Đã được lựa chọn thành các thành Hamburg Cell, các lãnh đạo Al Qaeda chọn Hanjour chỉ huy đội không tắc thứ tư.
Alec Station, đơn vị của CIA chuyên theo dõi Osama bin Laden, đã phát hiện ra rằng hai trong số những tên không tặc khác, al-Hazmi và al-Mihdhar, có thị thực được nhập cảnh nhiều lần vào Hoa Kỳ trước 11/9. Hai nhân viên FBI bên trong đơn vị đã cố gắng cảnh báo trụ sở FBI, nhưng các sĩ quan CIA từ chối họ.
Trong tháng 12 năm 2000, Hanjour đến San Diego, nhập bọn với các không tặc "cơ bắp" Nawaf al-Hazmi và Khalid al-Mihdhar, những người đã ở đó kể từ tháng 1 năm 2000. Ngay sau khi đến, Hanjour và Hazmi rời đi Mesa, Arizona, tại đây Hanjour học lại kỹ năng lái máy bay..